# Kasendorf
Kasendorf település Németországban, azon belül Bajorországban. Lakosainak száma 2469 fő (2023. december 31.).

## Népesség
A település népessége az elmúlt években az alábbi módon változott:
| Lakosok száma | 658  | 985  | 1972 | 2257 | 2513 | 2499 | 2431 | 2430 | 2435 | 2469 |
|               | 1875 | 1950 | 1975 | 1987 | 2012 | 2014 | 2016 | 2017 | 2021 | 2023 |